# GMC Brigadier
GMC Brigadier (також Chevrolet Bruin) — серія важких (класів 7-8) вантажівок, які були зібрані підрозділом GMC Truck and Coach Division концерну General Motors. Друге покоління важких звичайних автомобілів серії H/J, випускалося під брендом Brigadier з 1978 по 1989 рік. Розташований між найбільшими вантажівками середньої вантажопідйомності C/K і GMC General, Brigadier був звичайною коротною вантажівкою класу 7-8, подібною до Ford L-Series і Mack Model R. Конфігурований як для звичайної вантажівки, так і для напівтягача, Brigadier використовувався на коротких дистанціях, у професійних та важких умовах служби.
На вибір пропонувались дизельні двигуни Caterpillar, Cummins і Detroit Diesel.
Усі екземпляри були зібрані разом із середньовантажними вантажівками GM та автобусами GM RTS на центральному заводі GMC Truck & Coach Pontiac у Понтіаку, штат Мічиган. З 1978 по 1981 рік Chevrolet продавав Brigadier як майже ідентичний Chevrolet Bruin. Після запуску Volvo GM Heavy Truck Corporation Brigadier продавався під об'єднаним брендом WhiteGMC до 1989 модельного року.